# Grande Prêmio do Barém de 2009
Resultados do Grande Prêmio do Barém de Fórmula 1 realizado em Sakhir em 26 de abril de 2009. Quarta etapa do campeonato, foi vencido pelo britânico Jenson Button, da Brawn-Mercedes, com Sebastian Vettel em segundo pela Red Bull-Renault e Jarno Trulli em terceiro pela Toyota.

## Resumo
- Pela primeira vez no ano, a Toyota consegue qualificar os seus dois carros na primeira fila do grid. A primeira pole da equipe foi no Grande Prêmio dos Estados Unidos de 2005,[3] mas não conseguiu alinhar pois a Michelin, sua antiga fornecedora de pneus, teve problemas e sete equipes, entre elas a Toyota, deixaram a corrida somente para seis pilotos e três equipes. A segunda pole da Toyota ocorreu no Grande Prêmio do Japão de 2005.[4]
- Terceira e última pole position da Toyota e quarta e última pole position de Jarno Trulli, que na corrida marcou a única volta mais rápida de sua carreira.
- Com o sexto lugar de Kimi Räikkönen, a equipe Ferrari marcou seus primeiros pontos na temporada.

## Classificação da prova

### Treinos classificatórios
Carros com KERS estão marcados com "‡"
| Pos.   | Nº | Piloto               | Equipe               | Q1       | Q2       | Q3       | Grid | Notas      |
| ------ | -- | -------------------- | -------------------- | -------- | -------- | -------- | ---- | ---------- |
| 1      | 9  | Jarno Trulli         | Toyota               | 1:32.799 | 1:32.671 | 1:33.431 | 1    |            |
| 2      | 10 | Timo Glock           | Toyota               | 1:33.165 | 1:32.613 | 1:33.712 | 2    |            |
| 3      | 15 | Sebastian Vettel     | Red Bull-Renault     | 1:32.680 | 1:32.474 | 1:34.015 | 3    |            |
| 4      | 22 | Jenson Button        | Brawn-Mercedes       | 1:32.978 | 1:32.842 | 1:34.044 | 4    |            |
| 5      | 1‡ | Lewis Hamilton       | McLaren-Mercedes     | 1:32.851 | 1:32.877 | 1:34.196 | 5    |            |
| 6      | 23 | Rubens Barrichello   | Brawn-Mercedes       | 1:33.116 | 1:32.842 | 1:34.239 | 6    |            |
| 7      | 7‡ | Fernando Alonso      | Renault              | 1:33.627 | 1:32.860 | 1:34.578 | 7    |            |
| 8      | 3‡ | Felipe Massa         | Ferrari              | 1:33.297 | 1:33.014 | 1:34.818 | 8    |            |
| 9      | 16 | Nico Rosberg         | Williams-Toyota      | 1:33.672 | 1:33.166 | 1:35.134 | 9    |            |
| 10     | 4‡ | Kimi Räikkönen       | Ferrari              | 1:33.117 | 1:32.827 | 1:35.380 | 10   |            |
| 11     | 2‡ | Heikki Kovalainen    | McLaren-Mercedes     | 1:33.479 | 1:33.242 |          | 11   |            |
| 12     | 17 | Kazuki Nakajima      | Williams-Toyota      | 1:33.221 | 1:33.348 |          | 12   |            |
| 13     | 5‡ | Robert Kubica        | BMW Sauber           | 1:33.495 | 1:33.487 |          | 13   |            |
| 14     | 6‡ | Nick Heidfeld        | BMW Sauber           | 1:33.377 | 1:33.562 |          | 14   |            |
| 15     | 8‡ | Nelson Piquet Jr.    | Renault              | 1:33.608 | 1:33.941 |          | 15   |            |
| 16     | 20 | Adrian Sutil         | Force India-Mercedes | 1:33.722 |          |          | 19   | [ nota 2 ] |
| 17     | 12 | Sébastien Buemi      | Toro Rosso-Ferrari   | 1:33.753 |          |          | 16   |            |
| 18     | 21 | Giancarlo Fisichella | Force India-Mercedes | 1:33.910 |          |          | 17   |            |
| 19     | 14 | Mark Webber          | Red Bull-Renault     | 1:34.038 |          |          | 18   |            |
| 20     | 11 | Sébastien Bourdais   | Toro Rosso-Ferrari   | 1:34.159 |          |          | 20   |            |
| Fonteː |    |                      |                      |          |          |          |      |            |

### Corrida
| Pos.   | Nº | Piloto               | Construtor           | Voltas | Tempo/Diferença | Grid | Pontos |
| ------ | -- | -------------------- | -------------------- | ------ | --------------- | ---- | ------ |
| 1      | 22 | Jenson Button        | Brawn-Mercedes       | 57     | 1:31:48.182     | 4    | 10     |
| 2      | 15 | Sebastian Vettel     | Red Bull-Renault     | 57     | + 7.187         | 3    | 8      |
| 3      | 9  | Jarno Trulli         | Toyota               | 57     | + 9.170         | 1    | 6      |
| 4      | 1‡ | Lewis Hamilton       | McLaren-Mercedes     | 57     | + 22.096        | 5    | 5      |
| 5      | 23 | Rubens Barrichello   | Brawn-Mercedes       | 57     | + 37.779        | 6    | 4      |
| 6      | 4‡ | Kimi Räikkönen       | Ferrari              | 57     | + 42.057        | 10   | 3      |
| 7      | 10 | Timo Glock           | Toyota               | 57     | + 42.880        | 2    | 2      |
| 8      | 7‡ | Fernando Alonso      | Renault              | 57     | + 52.775        | 7    | 1      |
| 9      | 16 | Nico Rosberg         | Williams-Toyota      | 57     | + 58.198        | 9    |        |
| 10     | 8‡ | Nelson Piquet Jr.    | Renault              | 57     | + 1:05.149      | 15   |        |
| 11     | 14 | Mark Webber          | Red Bull-Renault     | 57     | + 1:07.641      | 18   |        |
| 12     | 2‡ | Heikki Kovalainen    | McLaren-Mercedes     | 57     | + 1:17.824      | 11   |        |
| 13     | 11 | Sébastien Bourdais   | Toro Rosso-Ferrari   | 57     | + 1:18.805      | 20   |        |
| 14     | 3‡ | Felipe Massa         | Ferrari              | 56     | + 1 volta       | 8    |        |
| 15     | 21 | Giancarlo Fisichella | Force India-Mercedes | 56     | + 1 volta       | 17   |        |
| 16     | 20 | Adrian Sutil         | Force India-Mercedes | 56     | + 1 volta       | 19   |        |
| 17     | 12 | Sébastien Buemi      | Toro Rosso-Ferrari   | 56     | + 1 volta       | 16   |        |
| 18     | 5‡ | Robert Kubica        | BMW Sauber           | 56     | + 1 volta       | 13   |        |
| 19     | 6‡ | Nick Heidfeld        | BMW Sauber           | 56     | + 1 volta       | 14   |        |
| Ret    | 17 | Kazuki Nakajima      | Williams-Toyota      | 48     | Pressão do óleo | 12   |        |
| Fonte: |    |                      |                      |        |                 |      |        |

## Tabela do campeonato após a corrida
| Pos.   | Piloto             | Pontos |
| ------ | ------------------ | ------ |
| 1      | Jenson Button      | 31     |
| 2      | Rubens Barrichello | 19     |
| 3      | Sebastian Vettel   | 18     |
| 4      | Jarno Trulli       | 14,5   |
| 4      | Timo Glock         | 12     |
| Fonte: |                    |        |

| Pos.   | Construtor       | Pontos |
| ------ | ---------------- | ------ |
| 1      | Brawn-Mercedes   | 50     |
| 2      | Red Bull-Renault | 27,5   |
| 3      | Toyota           | 26,5   |
| 4      | McLaren-Mercedes | 13     |
| 5      | Renault          | 5      |
| Fonte: |                  |        |

- Nota: Somente as primeiras cinco posições estão listadas.